# Habenaria lancifolia
Habenaria lancifolia är en orkidéart som beskrevs av Achille Richard. Habenaria lancifolia ingår i släktet Habenaria och familjen orkidéer.
Artens utbredningsområde är Mauritius. Inga underarter finns listade i Catalogue of Life.